# Yong'an (socken i Kina, Shandong, lat 34,82, long 117,51)
Yong'an (kinesiska: 永安乡, 永安) är en socken i Kina. Den ligger i provinsen Shandong, i den östra delen av landet, omkring 210 kilometer söder om provinshuvudstaden Jinan. Antalet invånare är 49422. Befolkningen består av 24 887 kvinnor och 24 535 män. Barn under 15 år utgör 19,0 %, vuxna 15-64 år 73 %, och äldre över 65 år 7,0 %.
Genomsnittlig årsnederbörd är 925 millimeter. Den regnigaste månaden är juli, med i genomsnitt 251 mm nederbörd, och den torraste är januari, med 9 mm nederbörd.